# Fritz Mohr
Friedrich (Fritz) Wilhelm Justinus Mohr (ur. 14 marca 1874 w Stuttgarcie, zm. 4 czerwca 1957 w Düsseldorfie) – niemiecki lekarz neurolog i psychiatra.
Uczeń Hermanna Oppenheima, współpracował m.in. z Maxem Lewandowskym (napisał rozdziały do jego podręcznika neurologii "Handbuch der Neurologie"). Praktykował w Koblencji, potem w Düsseldorfie. Od 1947 roku profesor tytularny. Cytowany jest jako pierwszy psychiatra, który oceniał stan pacjentów prosząc ich o przerysowywanie prostych figur.

## Wybrane prace
- Psychophysische Behandlungsmethoden (1925)